# Tangara fastuosa
La tangara sietecolores o tángara colorida (Tangara fastuosa) es una especie de ave paseriforme de la familia Thraupidae, perteneciente al numeroso género Tangara. Es endémica del noreste de Brasil.   

## Distribución y hábitat
Se distribuye por el litoral e interior adyacente del noreste de Brasil, en los estados de Paraíba, Pernambuco y Alagoas.
Esta especie es actualmente considerada rara y local en sus hábitats naturales: el dosel y los bordes de bosques húmedos de tierras bajas y estribaciones, hasta los 1000 m de altitud.

## Estado de conservación
La tangara sietecolores ha sido calificada como vulnerable por la Unión Internacional para la Conservación de la Naturaleza (IUCN) debido a que su pequeña zona de distribución está severamente fragmentada y su población, estimada entre 2500 y 10 000 individuos maduros, está en decadencia como resultado de la pérdida de hábitat y la captura para jaula. Ya hubo algunas extinciones locales y varios sitios están altamente amenazados.

## Sistemática

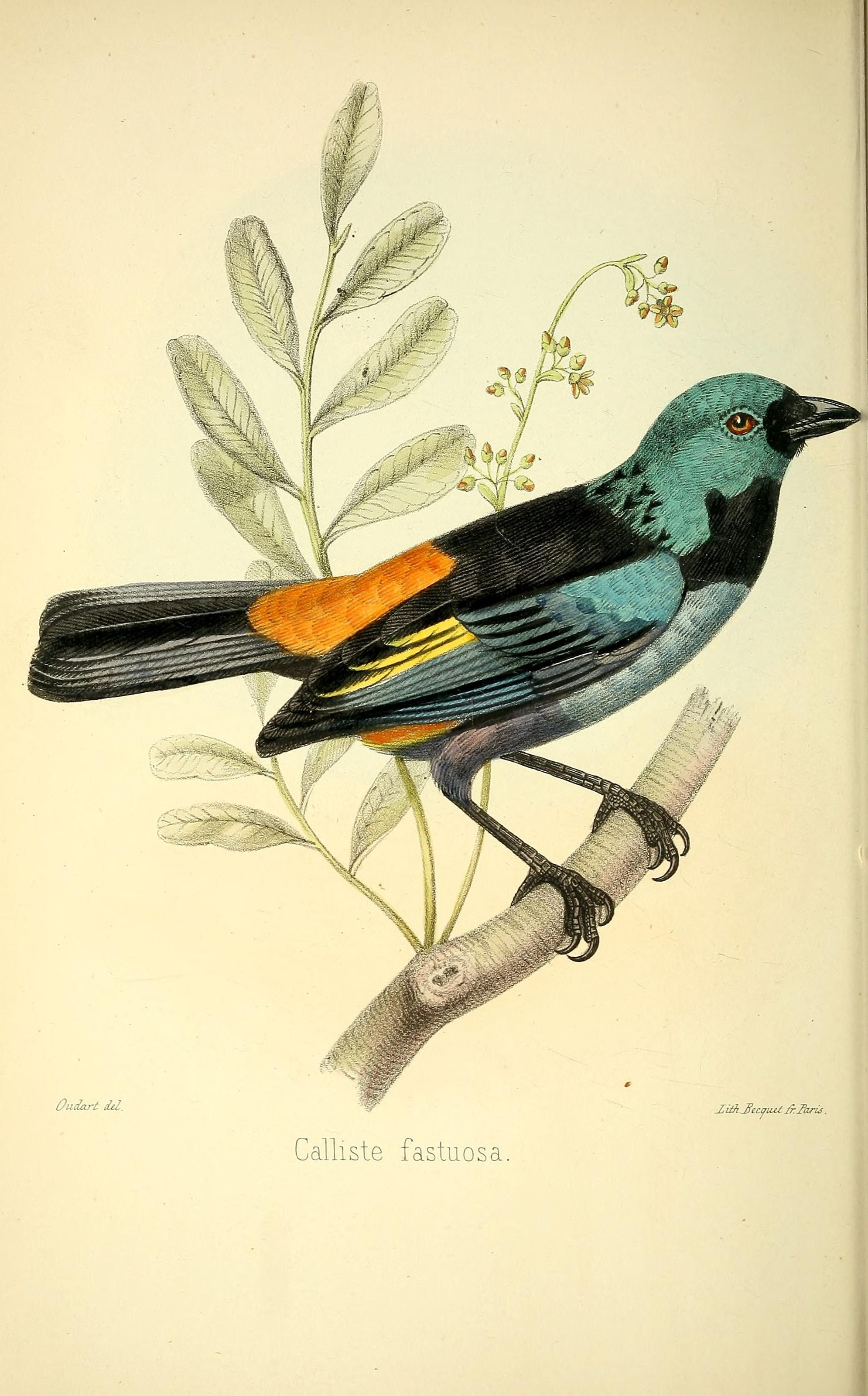
Calliste fastuosa = Tangara fastuosa, ilustración de Oudart en A monograph of the birds forming the tanagrine genus Calliste, 1857.

### Descripción original
La especie T. fastuosa fue descrita por primera vez por el ornitólogo francés Lesson en 1832 bajo el nombre científico Tanagra fastuosa; su localidad tipo es: «Pernambuco, Brasil».

### Etimología
El nombre genérico femenino Tangara deriva de la palabra en el idioma tupí «tangará», que significa «bailarín» y era utilizado originalmente para designar una variedad de aves de colorido brillante; y el nombre de la especie «fastuosa» deriva del latín  «fastuosus»: soberbio, orgulloso.

### Taxonomía
Los amplios estudios filogenéticos recientes demuestran que la presente especie es hermana de Tangara seledon, y que el par formado por ambas se integra a un clado monofilético con Tangara cyanoventris, T. cyanocephala y T. desmaresti. Es monotípica.